# Anselm C. Hagedorn
Anselm C. Hagedorn (* 1971 in Hannover) ist ein deutscher evangelischer Theologe und Universitätsprofessor.

## Leben
Als Sohn einer Lehrerin und eines Rechtsanwalts in Hannover geboren, besuchte er bis zum Abitur 1990 das Ratsgymnasium Hannover. Anschließend studierte er von 1992 bis 1994 an der schottischen St. Andrews University (Abschluss: MLitt), 1994 an der Ruprecht-Karls-Universität Heidelberg, von 1995 bis 1996 an der University of Notre Dame (Abschluss: Magister) und von 1996 bis 1997 an der Georg-August-Universität Göttingen (Abschluss: Kirchliches Examen der Hannoverschen Landeskirche). Von 1997 bis 2000 studierte Hagedorn in England am Oriel College der Oxford University und schloss mit dem akademischen Grad des Doctor of Philosophy ab. Er schrieb eine Arbeit mit dem Titel Between Moses and Plato. Individual and society in Deuteronomy and ancient Greek law. Seine sog. Doktorväter waren John Barton (Altes Testament) und Robert Christopher Towneley Parker (Altphilologie). Am 9. Juni 1997 legte er die erste theologische Prüfung (Hannoversche Landeskirche) ab. Von 1999 bis 2002 war er Kennicott-Hebrew Fellow am Oriental Institute in Oxford, gefolgt von 2001 bis 2002 als Liddon Fellow in Theology am Keble College. Von 2002 bis 2009 war er wissenschaftlicher Assistent im Alten Testament an der Humboldt-Universität bei Matthias Köckert. Von 2008 bis 2012 absolvierte er das berufsbegleitende Vikariat an der Kaiser-Wilhelm-Gedächtniskirche bei Martin Germer.
Nach der Habilitation am 15. Juli 2009 mit der Arbeit Die Anderen im Spiegel. Israels Auseinandersetzung mit den Völkern in den Büchern Nahum, Zefanja, Obadja und Joel im Fach Altes Testament war er von 2009 bis 2017 Privatdozent für Altes Testament an der Humboldt-Universität zu Berlin. Im Wintersemester 2009/2010 vertrat er eine Professur an der Georg-August-Universität Göttingen (Hermann Spieckermann), und von 2010 bis 2012 folgte erneut eine Vertretungs-Professur an derselben Universität (Reinhard Gregor Kratz). Danach nahm er von 2012 bis 2013 eine Vertretungs-Professur an der Ruprecht-Karls-Universität Heidelberg (Jan Christian Gertz) wahr. Nach der zweiten theologischen Prüfung am 22. November 2012 (Evangelische Kirche Berlin-Brandenburg-schlesische Oberlausitz) war er von 2014 bis 2017 Pastor im Bereich der Evangelisch-lutherischen Landeskirche Hannovers in der Kirchengemeinde Nettelkamp-Stederdorf.
Seit Sommersemester 2017 lehrt er als Professor (W-2) für Altes Testament/Antikes Judentum an der Universität Osnabrück. Er ist Herausgeber der Reihe Studies in the Cultural Context of the Bible (Brill Schöningh).
Seine Forschungs- und Interessenschwerpunkte sind biblische und griechische Rechtsgeschichte, alttestamentliche Prophetie, das Hohelied, Geschichte und Literatur der Perserzeit, Kulturanthropologie des Mittelmeerraumes und Kulturanthropologie des Alten Testaments.

## Publikationen (Auszug)
- Between Moses and Plato. Individual and society in Deuteronomy and ancient Greek law, in Reihe: Forschungen zur Religion und Literatur des Alten und Neuen Testaments, Band 204, Vandenhoeck & Ruprecht, Göttingen 2004, ISBN 978-3-525-53888-3. (Inhaltsverzeichnis) Schon vorher bei Oxford Univ., im Jahr 2000 erschienen.
- Die Anderen im Spiegel. Israels Auseinandersetzung mit den Völkern in den Büchern Nahum, Zefanja, Obadja und Joel, De Gruyter, Boston und Berlin 2012, ISBN 978-3-11-174965-5 (Inhaltsverzeichnis und Inhaltstext)
- Zahlreiche Aufsätze und Herausgeberschaften